# Bernard Bogdanowicz
Bernard Bogdanowicz (* um 1640 in Koprzywnica; † 23. November 1722 in Rom) war ein polnischer römisch-katholischer Geistlicher, Theologe, Zisterzienser und Autor des Barock. 

## Leben und Werk
Bernard Bogdanowicz (auch: Bogdanovitz) war Mönch des Zisterzienserklosters Jędrzejów in Polen. Von 1686 bis 1716 war er Prokurator der polnischen Ordensprovinz in Rom. In Verehrung der Muttergottes sowie des heiligen Bernhard von Clairvaux publizierte er in lateinischer Sprache drei umfangreiche spirituelle Werke. Seine Verdienste um den Orden wurden in der Kirche Santa Croce in Gerusalemme in Rom durch eine Grabplatte gewürdigt, die ihn als „Polonus Monachus Cister Doctrina Religione ac Humilitate“ ausweist, sowie Sterbedatum und -alter (82) nennt.

## Werke
- Corona virginalis de lavdibvs Deiparae Virginis in Litanias Lavretanas, ex sententijs s. Bernardi Abbatis Claraeuallensis [...] ceu ex fragrantissimis floribus Mariae Virginis encomia spirantibus contexta [...] prinicpi Ioannis S.R.E. Cardinalis de Goessen, vti Parthenio Mariano caeterisve sodalibvs sacrae Archiconfraternitatis SS. Nominis Mariae sub glorioso pontificatus Innocentii XI, anno 1688 erectae in ecclesia S. Stephani super Caccum in Vrbe dedicata. Rom 1691. Madrid 1866. (gewidmet Kardinal Johann von Goëss)
- Brevis notitia de mysteriis sacrae domus Nazarenae, nunc Lauretanae, ex testimoniis diversorum auctorum collecta, Deiparae Virgini Mariae Lauretanae dedicata. Rom 1693.
- Thesaurus divitiarum caelestium, misero generi humano in annunciatione beatae Mariae Virginis, et incarnatione verbi filii Dei Patris misericorditer elargitus. ... In duas partes distinctus. Prima pars agit de exordio humanae salutis, in salutatione angelica exortae: continens expositionem Evangelii, missus est. Secunda pars agit de progressu humanae salutis, in incarnatione dominica initiatae: complectans mysterium & fructum incarnationis dominicae. Cui etiam annexa sunt 24. elogia de praerogativis beatae Virginis Mariae. ... Compositum operâ & studio R.P. FR. Bernardi Bogdanovitz Poloni ... monachi ord. Cistercien. Rom 1693.
  - (anderer Titel) Magnalia Dei, ostensa in Maria Matre Filii Sui, comprehensa XXIV elogiis de praerogativis Beatae Mariae Virginis, ex sententiis Mellifluis Doctoris Sancti Patris Bernardi, fideliter desumpta et concinne disposita, Deiparae Virgini Mariae Lauretanae dedicata, simul cum opusculo Thesauri divitiarum caelestium. Rom 1693.
- Philosophia christiana de creatione, & recreatione hominis: ex theodidactis operibus melliflui Ecclesiae doctoris S.P.N. Bernardi abbatis Claravallensis, ... In qua continentur quatuordecim partes, quarum quaelibet decem capitibus constat: in tres tomos divisa. Opus ... compactum studio, & labore R.P.Fr. Bernardi Bogdanovitz Poloni. 3 Bde. Rom 1697. 
  - (anderer Titel) Gratiarum Actio Pro Redemptione Generis Hvmani. Trigintatria Epitheta ordine alphabetico complectens, Sanctissimo Crucifixo Domino Iesv Christo [...] In Ecclesia S. Pauli extra Vrbis Romæ muros Miraculis Coruscanti, Ex particulari devotione & voto exhibita Et Dedicata Simul Cum Libro Philosophiæ Christianæ. Rom 1697.
  - (anderer Titel) Philosophia christiana dogmaticarum veritatum de creatione et recreatione hominis ex theodidactis Libris Mellistui Ecclesiae Doctoris Sancti Patris Bernardi Abbatis primi Clarauallenis ... fideliter desumpta et concinne distributa in qua continentur quatordecim partes. Rom 1699.